# Lipki (Skarbimierz)
Lipki (deutsch Linden) ist ein Dorf in Niederschlesien. Der Ort liegt in der Gmina Skarbimierz im Powiat Brzeski in der polnischen Woiwodschaft Oppeln.

## Geographie

### Geographische Lage
Das Angerdorf Lipki liegt elf Kilometer nordwestlich des Gemeindesitzes Skarbimierz (Hermsdorf), ca. acht Kilometer nordwestlich der Kreisstadt Brzeg (Brieg) und rund 50 Kilometer nordwestlich der Woiwodschaftshauptstadt Oppeln. Der Ort liegt in der Nizina Śląska (Schlesische Tiefebene) innerhalb der Pradolina Wrocławska (Breslauer Urstromtal). Lipki liegt am linken Ufer der Oder.
Etwa ein Kilometer südlich liegt der Bahnhof Lipki an der Bahnstrecke Wrocław–Brzeg. Westlich des Dorfes liegt die Grenze zur Woiwodschaft Schlesien.

### Nachbarorte
Nachbarorte von Lipki sind im Westen Ścinawa (Deutsch Steine), im Südosten Brzezina (Briesen) und im Süden Gać (Heidau).

## Geschichte

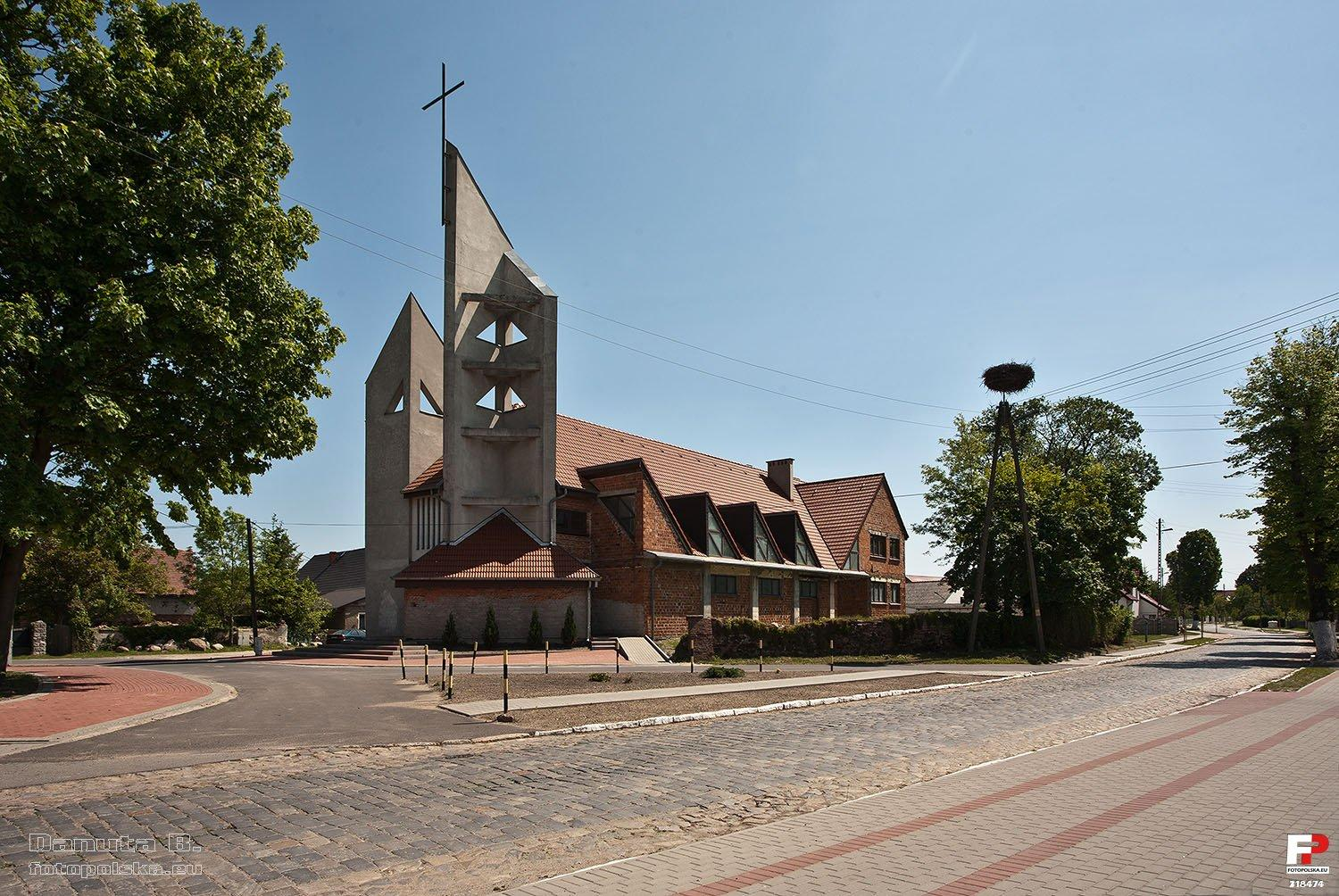
Herz-Jesu-Kirche

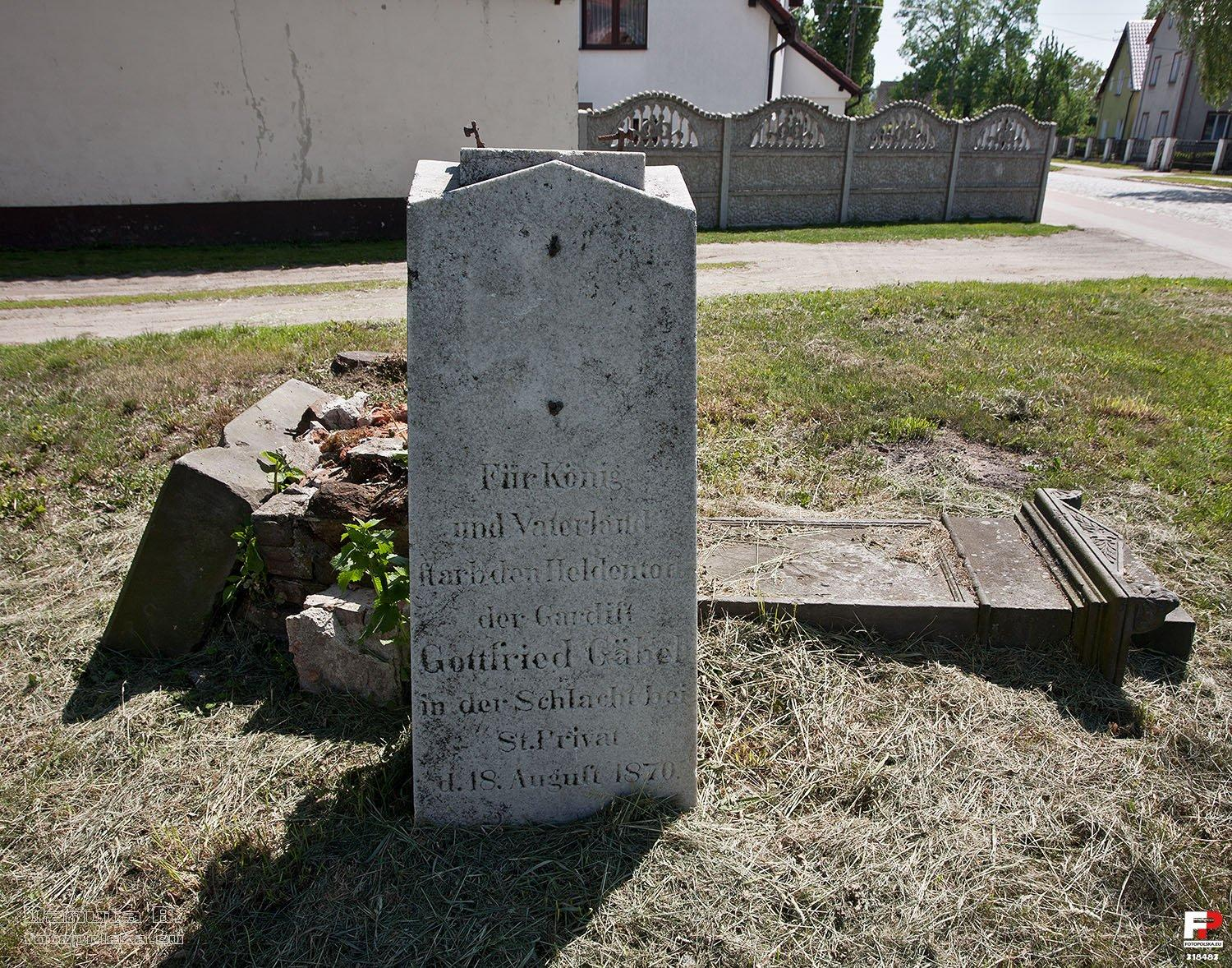
Kriegerdenkmal

1669 wurde im Ort eine steinerne evangelische Kirche errichtet.
Nach dem Ersten Schlesischen Krieg 1742 fiel Linden zusammen mit dem größten Teil Schlesiens an Preußen.
Nach der Neugliederung Preußens gehörte die Landgemeinde Linden ab 1815 zur Provinz Schlesien und war ab 1816 dem Landkreis Brieg eingegliedert, mit dem es bis 1945 verbunden blieb. 1874 wurde der Amtsbezirk Rothhaus-Briesen gegründet, welcher die Landgemeinden Briesen, Linden und Rathau und die Gutsbezirke Neu Briesen und Rothhaus umfasste. 1885 zählte der Ort 1008 Einwohner.
1933 zählte Linden 856, 1939 wiederum 849 Einwohner. Bis 1945 befand sich der Ort im Landkreis Brieg.
Als Folge des Zweiten Weltkriegs fiel Linden wie fast ganz Schlesien 1945 an Polen, wurde in Lipki umbenannt und der Woiwodschaft Breslau angegliedert. Die deutsche Bevölkerung wurde, soweit sie nicht vorher geflohen war, weitgehend vertrieben. Die neu angesiedelten Bewohner waren zum Teil Heimatvertriebene aus Ostpolen. 1950 kam der Ort zur Woiwodschaft Oppeln. 1999 kam der Ort zum Powiat Brzeski.

## Sehenswürdigkeiten
- Römisch-katholische Herz-Jesu-Kirche (poln. Kościół Najświętszego Serca Pana Jezusa)
- Denkmal für die Gefallenen der Kriege von 1864, 1866, 1870–71 (teilweise erhalten)

## Vereine
- Fußballverein Burza Lipki
- Freiwillige Feuerwehr OSP Lipki